# 扶余语
人们对扶余国的语言知之甚少。
《三国志·烏丸鮮卑東夷傳》：“高句麗……東夷舊語以爲夫餘別種，言語諸事，多與夫餘同，其性氣衣服有異。”“濊……言語法俗大抵與句麗同，衣服有異。”“東沃沮……其言語與句麗大同，時時小異。”
李基文据此认为，这四种语言都属于扶余语系，与朝鲜半岛南部三韩的韩语支同时代。
最广泛引用的证据是《三国史记》（1154）中的地名，有学者认为这些词代表了高句丽的语言，也有人认为它们反映了被高句丽征服的民族所用的混合语言。
前者认为高句丽语属于朝鲜语系或日本-琉球语系，还有人认为是两者的混合。
《三国志·烏丸鮮卑東夷傳》记载的扶余贵族的名字中有“加”字。白桂思认为其与《三国史记》中的“皆（次）”（“王”）是同一个词，与《日本书纪》上古日语ki1si记载的百济语“统治者”相关。